# Alpha Prime
Alpha Prime – gra komputerowa FPS wydana 6 grudnia 2006 przez IDEA games.

## Fabuła
Gra opisuje wydarzenia w Alpha Prime - jednej z wielu kopalni Hubardium. Różne osoby poszukują serca Glomara bądź serca Hubardium.
Gra zawiera 10 misji (poziomów), 5 niegrywalnych postaci oraz 14 rodzajów wrogich jednostek.